# Rhagodes melanopygus
Rhagodes melanopygus är en spindeldjursart som först beskrevs av Thomas Walter 1889.  Rhagodes melanopygus ingår i släktet Rhagodes och familjen Rhagodidae.

## Underarter
Arten delas in i följande underarter:
- R. m. melanopygus
- R. m. nigricans